# 卡尔·贝利
卡尔·贝利（英語：Carl Bailey，1958年4月23日—），美国NBA联盟前职业篮球运动员。他在1980年的NBA选秀中第3轮第66顺位被西雅图超音速选中。